# 971
| [ Edytuj tabelę ]              |                                       |
| Książę Polski                  | - 960 Mieszko I 992                   |
| Król Anglii                    | - 959 Edgar Spokojny 975              |
| Hrabia Aragonii                | - 922 Andregota Galíndez 972          |
| Hrabia Aragonii i król Nawarry | - 970 Sancho II 994                   |
| Hrabia Barcelony               | - 947 Borrell II 992                  |
| Książę Bawarii                 | - 955 Henryk II Kłótnik 976           |
| Książę Burgundii               | - 965 Odo-Henryk 1002                 |
| Cesarz Bizancjum               | - 969 Jan I Tzimiskes 976             |
| Car Bułgarii                   | - 969 Borys II 971                    |
| Cesarz Chin                    | - 960 Song Taizu 976                  |
| Książę Czech                   | - 935 Bolesław I Srogi 972            |
| Król Danii                     | - 958 Harald Sinozęby 987             |
| Władca Egiptu                  | - 969 Al-Mu’izz 975                   |
| Król Franków zachodnich        | - 954 Lotar 986                       |
| Król Gruzji                    | - 961 Dawid III 1001                  |
| Hrabia Holandii                | - 939 Dirk II 988                     |
| Cesarz Japonii                 | - 969 En’yū 984                       |
| Kalif                          | - 946 Al-Muti 974                     |
| Hrabia Kastylii                | - 970 Garcia I Fernandez 995          |
| Król Khmerów                   | - 968 Dżajawarman V 1001              |
| Wielki książę Kijowa           | - 945 Światosław I 972                |
| Patriarcha Konstantynopola     | - 970 Bazyli I Skamandrenos 974       |
| Władca Korei                   | - 949 Kwangjong 975                   |
| Król Leónu                     | - 966 Ramiro III 984                  |
| Król Norwegii                  | - 961 Harald II Szara Opończa 976     |
| Hrabia Palatynatu              | - 945 Hermann Pusillus 994            |
| Papież                         | - 965 Jan XIII 972                    |
| Hrabia Portugalii              | - 950 Gonçalo Mendes 999              |
| Cesarz Rzymski (niemiecki)     | - 962 Otton I Wielki 973              |
| Książę Saksonii                | - 961 Hermann 973                     |
| Król Szkocji                   | - 966 Cuilen 971 - 971 Kenneth II 995 |
| Król Szwecji                   | - 970 Eryk Zwycięski 995              |
| Doża Wenecji                   | - 959 Pietro IV Candiano 976          |
| Książę Węgier                  | - 970 Gejza 997                       |
| Cesarz Wietnamu                | - 968 Đinh Bộ Lĩnh 979                |

Rok 971 / CMLXXI
stulecia: IX wiek ~
X wiek ~
XI wiek

lata: 961 «
966 «
967 «
968 «
969 «
970 «
971
» 972
» 973
» 974
» 975
» 976
» 981

## Wydarzenia na świecie
- Azja
  - 23 stycznia – potężny ostrzał prowadzony przez kuszników armii dynastii Song zdziesiątkował bojowe słonie armii południowej dynastii Han. Zwycięstwo to przypieczętowało los państwa Han, które wkrótce zostało wcielone do songowskiej monarchii. Była to ostatnia bitwa na terenie Chin w której użyto słoni.
- Europa/Azja
  - 22 lipca – cesarz bizantyjski Nikefor Fokas pokonał wojska księcia kijowskiego Światosława w zajętej przez niego Bułgarii - bitwa pod Silistrią - i zmusił go do odwrotu.
  - Restytuowany car Bułgarii Borys II uznał zwierzchność Bizancjum.

## Zmarli
- 18 kwietnia - Adalbert z Ivrei - król Włoch, margrabia Ivrei (ur. ok. 936)
- 28 września - Ewraker - biskup Liège (ur. ?)
- data dzienna nieznana :
  - Bozo - mnich klasztoru św. Emmerama w Ratyzbonie, biskup Merseburga (ur. ?)